# Journal officiel de la république du Bénin
Le Journal officiel de la république du Bénin (JORB) est la compilation de textes réglementaires, législatifs et administratifs, ainsi que d'informations émanant des institutions compétentes et publiée périodiquement.

## Édition
Le Journal officiel de la république du Bénin est édité par Légibénin. Il regroupe les informations officielles concernant les actions du gouvernement de la république du Bénin, telles que les décrets, les lois et d'autres documents significatifs.

## Histoire
Après l'adoption de la Déclaration des droits de l'homme et du citoyen en 1789 en France, une nécessité primordiale s'est manifestée : celle d'éclairer les membres de la société sur leurs droits et devoirs. Au Bénin, l'introduction du Journal Officiel (JO) remonte à l'époque coloniale, en s'inspirant du modèle français du Journal officiel de la République française. L'histoire du JORB est étroitement liée à celle de l'actuelle république du Bénin, anciennement connue sous le nom de Dahomey. Ayant ses origines dès la période coloniale, le JORB était sous l'administration des colonisateurs pour toute l'Afrique-Occidentale française (AOF).
Le premier Journal officiel a vu le jour le 1er janvier 1890, portant initialement le nom de « Etablissement dahoméen de processorat français ». Après l'indépendance en 1960, il a été renommé « Imprimerie nationale ».
En 1975, durant la révolution, l'État a nationalisé toutes les entreprises, y compris celles opérant dans le secteur de l'imprimerie, qui ont alors été appelées Offices nationaux d'édition de presse et d'imprimerie (ONEPI). Les ONEPI étaient soumis à la supervision du ministère de la Communication du Bénin,.
En 1990, la responsabilité du Journal officiel a été transférée au secrétariat général du Gouvernement (SGG), et il a été rebaptisé direction du Journal officiel de la république du Bénin, nom qu'il conserve encore aujourd'hui.